# Toulon
Toulon je grad i mediteranska luka na jugu Francuske, oko 80 kilometara jugoistočno od Marseillea. To je glavni grad departmana Var. Grad je 2006. godine imao 167,816 stanovnika, a oko pola milijuna u širem području.
Toulon je važno središte za brodogradnju, ribarstvo, vinarstvo, proizvodnju aeronautičke opreme, papira, obuće i elektronike. Francuska mediteranska ratna flota je stacionirana u Toulonu.
U Toulonu vlada mediteranska klima, s puno sunčanih dana (2899 sati godišnje - najviše u Francuskoj), suhim ljetima, rijetkim, ali intenzivnim kišama i blagim zimama. Srednja siječanjska temperatura je 9,3 °C, dok je srednja srpanjska temperatura 23,9 °C.

## Povijest
Toulon je u doba stare Grčke bio poznat kao Telonija, dok su ga Rimljani zvali Telo Martius. U to vrijeme bio je poznat kao središte za proizvodnju dragocjene purpurne boje za tkanine. Kršćanstvo je prodrlo u 5. stoljeću, kada je sagrađena prva katedrala.
Toulon je priključen Francuskoj 1486., da bi ubrzo postao ratna luka. Luku i njezina utvrđenja gradili su kraljevi Karlo VIII., kralj Francuske i Luj XIV. Epidemija kuge je 1720. usmrtila polovicu stanovništva (13,000 ljudi). Tijekom Francuske revolucije 1793. rojalistički pobunjenici su u pomoć pozvali britansku mornaricu. Revolucionarne vlasti su zato poslale vojsku u opsadu Toulona. Mladi francuski topnički major Napoleon Bonaparte se ovdje proslavio kao zapovjednik, koji je protjerao intervencioniste i zauzeo grad u prosincu iste godine.
Njemačke trupe u Drugom svjetskom ratu zauzele su Toulon 27. studenog 1942., a francuski mornari potopili su svoju flotu, da ne bi pala u njemačke ruke. Grad je teško bombardiran 24. studenog 1943., kada je u savezničkom bombardiranju stradalo oko 500 ljudi. Toulon je oslobođen 28. kolovoza 1944.
Sveučilište u Toulonu je osnovano 1979.